# Poort van het Morgenrood

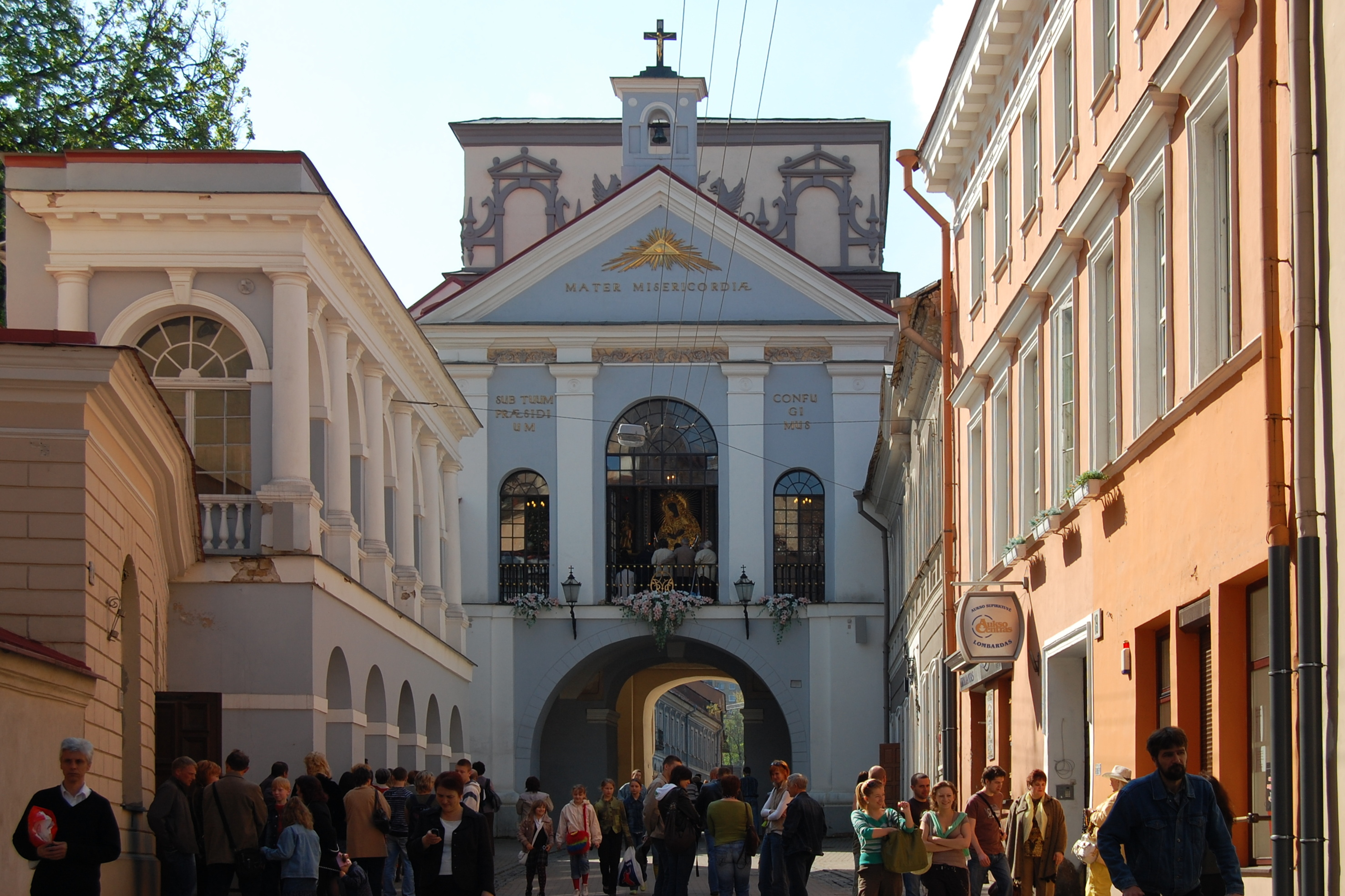
De Poort van het morgenrood vanuit de binnenstad

De Poort van het Morgenrood (Litouws: Aušros Vartai, Pools: Ostra Brama, Wit-Russisch: Вострая Брама) is een stadspoort in de Litouwse hoofdstad Vilnius en een van de belangrijkste cultuur- en architectuurmonumenten in de stad.

## Geschiedenis
De poort werd gebouwd tussen 1503 en 1522 als onderdeel van de stadsmuur rond Vilnius, dat toen de hoofdstad was van het Grootvorstendom Litouwen. De Poort werd toen ook wel Krėvos Vartai (Pools: Brama Krewska) of Medininkų Vartai (Pools: Brama Miednicka) genoemd, omdat de weg die erdoorheen liep naar het dorpje Krėva en het kasteel van Medininkai liep. Ook werd de poort Aštra Broma ("Scherpe Poort") genoemd, hetgeen nog steeds verder leeft in de Poolse benaming Ostra Brama voor deze stadspoort. De volledige stadsmuur van Vilnius telde negen poorten; hiervan is de Poort des Dageraads de enige die overblijft. De andere poorten werden op het einde van de 18e eeuw gesloopt.

## Onze-Lieve-Vrouw van de Poort van het Morgenrood

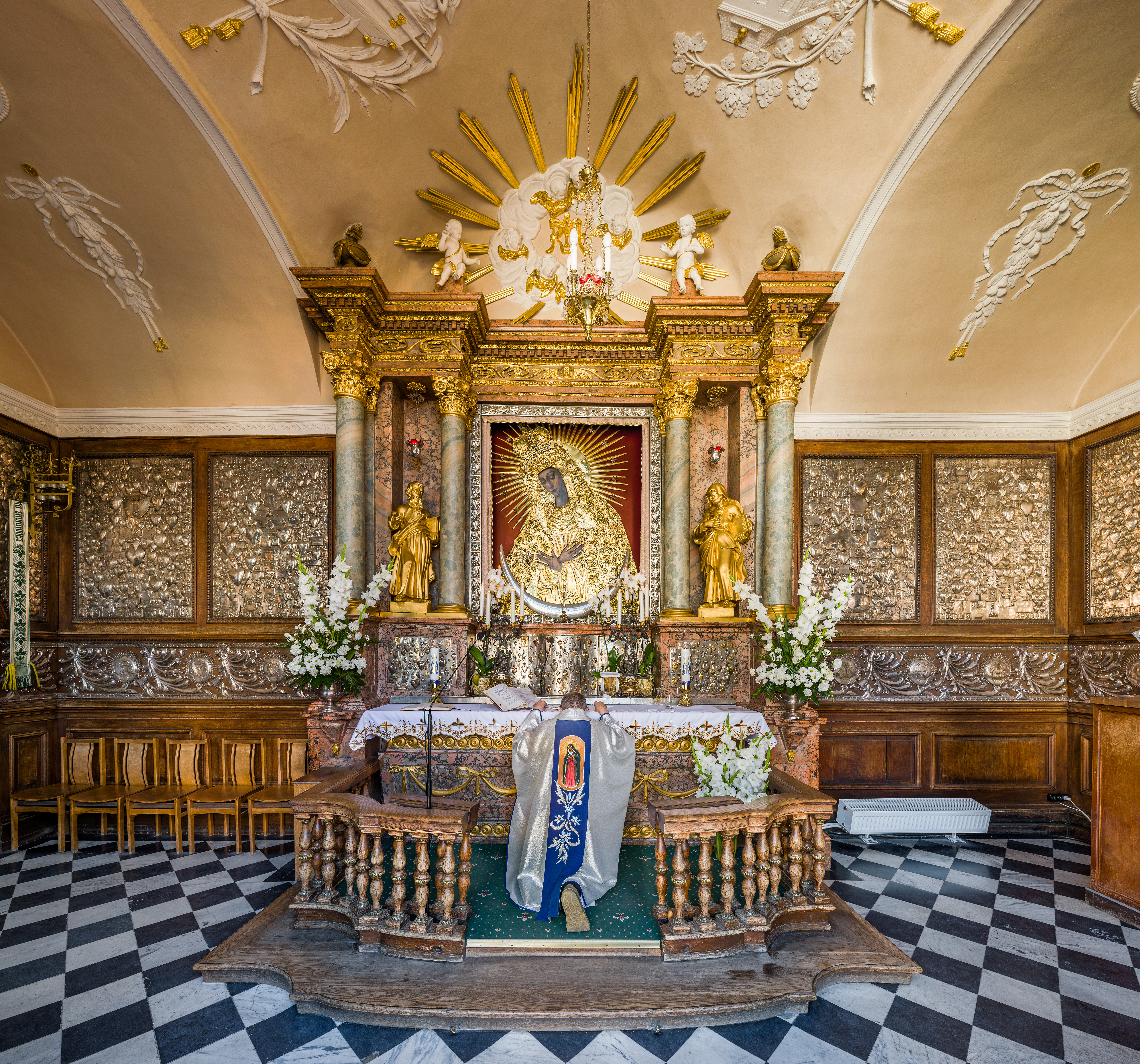
Onze Lieve Vrouw van de Poort van het Morgenrood

In de 16e eeuw was het gebruikelijk dat stadspoorten religieuze kunstvoorwerpen bevatten, die de stad moesten beschermen tegen aanvallen en reizigers moest behoeden. De kapel van de stadspoort bevat een icoon van de Maagd Maria waaraan wonderbaarlijke krachten worden toegeschreven. Eeuwenlang was de afbeelding een symbool van de stad en voorwerp van verering voor zowel Rooms-katholieke als orthodoxe stedelingen. Talloze votiefgaven sieren de muren van de kapel en menig pelgrim uit Litouwen en haar buurlanden komen nog steeds bidden bij de icoon. De missen die er gelezen worden, worden zowel in het Litouws als het Pools opgedragen.

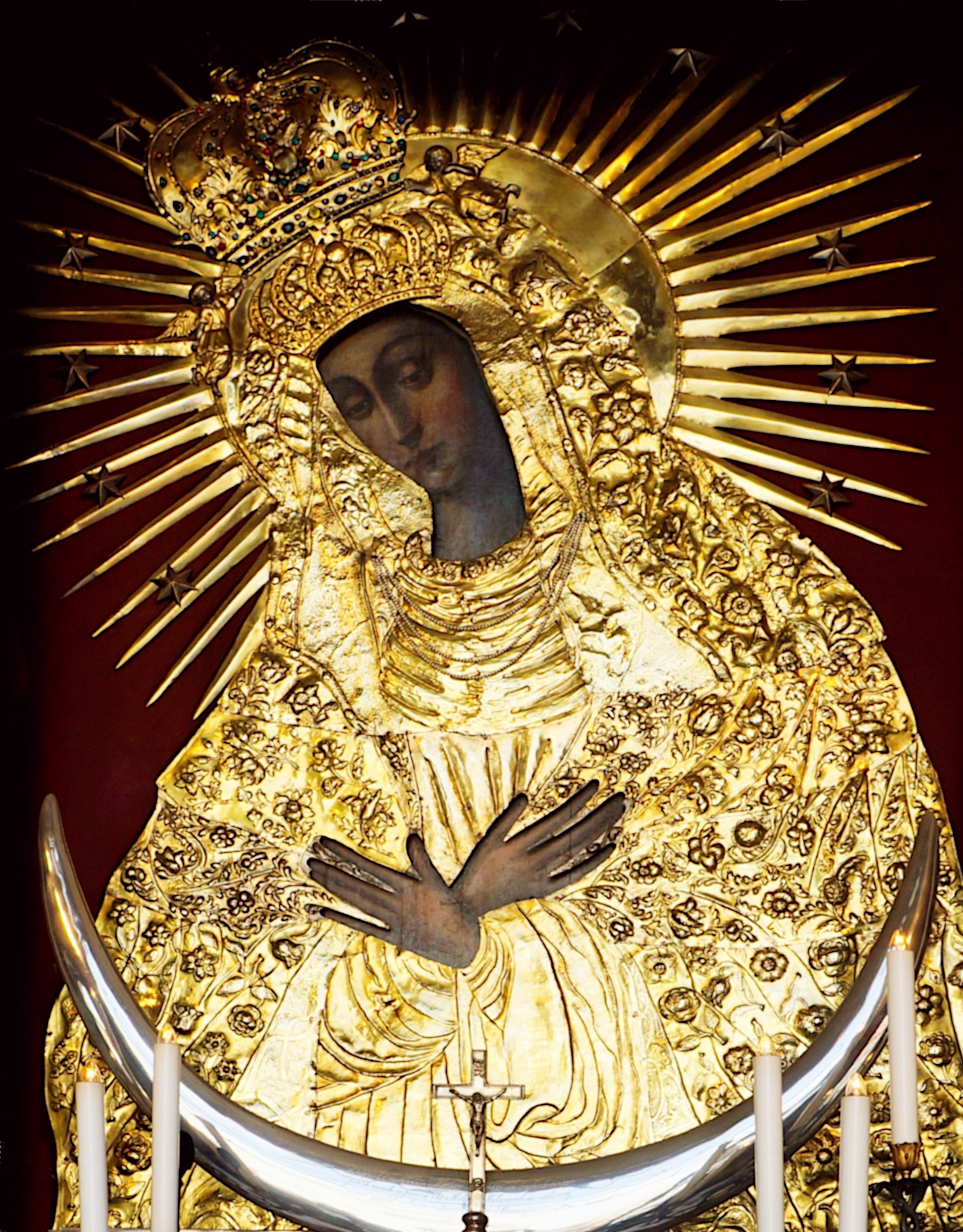
Icoon van Onze Lieve Vrouw van de Poort van de Dageraad

Na de Tweede Wereldoorlog groeide het belang van de verering van Onze-Lieve-vrouw van de Poort van het Morgenrood in Litouwse en Poolse gemeenschappen wereldwijd. De grootste kerk gewijd aan Onze-Lieve-Vrouw van de Poort van het Morgenrood is de Mariakerk in Gdańsk.
Op 4 september 1993 bad paus Johannes Paulus II in de kapel een rozenkransgebed.